# Justicia secunda
Justicia secunda är en akantusväxtart som beskrevs av Vahl. Justicia secunda ingår i släktet Justicia och familjen akantusväxter. Inga underarter finns listade i Catalogue of Life.